# Habenaria rautaneniana
Habenaria rautaneniana är en orkidéart som beskrevs av Friedrich Fritz Wilhelm Ludwig Kraenzlin. Habenaria rautaneniana ingår i släktet Habenaria och familjen orkidéer. Inga underarter finns listade i Catalogue of Life.